# Australopericoma exilis
Australopericoma exilis är en tvåvingeart som beskrevs av Quate och Brown 2004. Australopericoma exilis ingår i släktet Australopericoma och familjen fjärilsmyggor.
Artens utbredningsområde är Peru. Inga underarter finns listade i Catalogue of Life.